# 阿赛拉
阿赛拉，是西班牙阿拉贡自治区特鲁埃尔省的一个市镇。总面积81平方公里，总人口171人（2001年），人口密度2人/平方公里。